# ばるぼら
『ばるぼら』は、手塚治虫の大人向け漫画である。『ビッグコミック』（小学館）で1973年（昭和48年）13号（7月10日号）から1974年（昭和49年）10号（5月25日号）まで連載された。『ビッグコミック』での連載としては、『奇子』の後、『シュマリ』の前となる。
2019年に手塚眞監督により実写映画化され、2020年11月20日に公開された。

## あらすじ
小説家・美倉洋介は耽美派の天才として名声を得ていたが、異常性欲の持ち主であることに日々悩まされていた。ある日、新宿駅で彼はアルコール依存症のフーテン娘・バルボラと出会い、彼女をマンションに居候させることとなる。バルボラはことある毎に美倉のマンションを出るが、そのたびにまた彼の家に居ついてしまうのだった。やがて美倉は、ミューズの末妹かつ現代の魔女であるバルボラと、彼女の母ムネーモシュネーを通じて、黒魔術世界とかかわりを持つようになっていく。
バルボラの魅力を認識するようになった美倉は、黒ミサ式の結婚式を挙げようとするが、儀式の途中で警察に踏み込まれて美倉は逮捕され、バルボラは行方不明となる。大阪でバルボラを見かけたという話を聞き、会いに行くが、バルボラそっくりの女は美倉を覚えておらず、ドルメンと名乗った。
5年が経ち、結婚して子供もできた美倉だったが、小説のほうはさっぱりだった。ついには、画家の元にいたドルメン（バルボラ）を誘拐し逃走するが、バルボラが交通事故にあってしまう。瀕死のバルボラを連れ、作家仲間である筒井の別荘に姿を隠すが、バルボラはそのまま死ぬ。美倉はその状況で長編「ばるぼら」を書きあげる。
更に数年が経ち、美倉が残した「ばるぼら」は大ベストセラーとなっていた。 しかし、美倉の姿はどこにもなかった。

## 主な登場人物
美倉洋介（みくら ようすけ）
本作の主人公。売れっ子耽美派小説家。作中の自称では「耽美主義をかざして文壇にユニークな地位を築いた流行作家」。出版社の社長から娘との結婚を望まれていたり（その出版社での作品の独占出版も含む）、父と同郷の代議士から娘との結婚を望まれていたり（後々は後継の政治家に望まれている）するが、異常性欲に悩まされている。
著作は海外翻訳もされており、海外の作家とも交友を持っている。
中盤、バルボラからインスピレーションを得て「狼は鎖もて繋げ」を執筆、これが大々的にヒットし映画化もされる。
終盤、『ばるぼら』を執筆。「ホフマンの幻想小説の現代版」と評される。
バルボラ
本作のヒロイン。冒頭の美倉の説明では「都会が何千万という人間をのみ込んで消化し、たれ流した排泄物のような女」とされる。アルコール依存症で自堕落な性格のフーテン女。
新宿駅で柱の陰にうずくまっていたところを美倉に拾われる。
ムネーモシュネー
バルボラの母親を自称する女。新宿の裏通りで骨董屋を営んでいるが、店は扉ごと姿を消していることもある。
ギリシア神話で芸術を司るミューズたちの母親ムネーモシュネーは記憶を神格化した女神であることが作中でも説明されている。
甲斐（かい）
美倉の小説を出版している甲斐出版の社長。上述のように娘の可奈子を美倉と結婚させ、美倉の作品を独占出版しようと目論んでいる。
美倉からバルボラと結婚式を挙げることを聞き、それをトップ屋に漏らしたため、美倉とバルボラの黒ミサ式結婚式に警察が踏み込むことになる。
里見権八郎（さとみ ごんぱちろう）
美倉の父親と同郷の衆議院議長。娘の志賀子を美倉と結婚させようとしていた。都知事選挙に立候補する際には、美倉作品読者の票を見込んで後援会会長就任を依頼する。出馬直前に脳溢血で死亡。
里見志賀子（さとみ しがこ）
里見権八郎の娘。バルボラが行方不明になった後に美倉と結婚する。結婚後は美倉を政治の世界に引っ張り出そうとする。
筒井隆康（つつい たかやす）
美倉の作家仲間。美倉とバルボラが結婚式を挙げようとした際に立会人として招待され、黒ミサ式ということで興味津々にこれを受ける。結婚式の黒ミサ儀式中に警察に踏み込まれた際には、美倉と一緒に逮捕された。後に、大阪でバルボラを目撃したことを美倉に伝える。
バルボラ（ドルメン）誘拐に逃走資金獲得のため強盗などを行っていた美倉に、阿蘇山にある自分の別荘を提供する。
松本麗児（まつもと れいじ）
最終話に登場する漫画家。書籍の収集家でもあり、美倉作品のファン。

## 特色・評価
- 手塚は本作を『デカダニズムと狂気にはさまれた男の物語』と形容している。[要出典]
- 「三島由紀夫や筒井康隆をモデルにしたのではないか」とも言われている[2]。
- 本作には連載当時の風俗やワイドショーをネタとした描写が豊富に盛り込まれており、当時を生きていた者でないと理解が難しいところもある[2]。
- 草野真一は本作を「手塚治虫の表現論・芸術論であり、手塚の人間観を披瀝した作品」と評している[3]。
- 山田玲司は本作を「手塚作品の中で一番好き」と評している[4]。
- コージィ城倉は「一番好きな手塚作品」を問われた場合は、本作と答えるようにしているとのこと[2]。ただし、本当に一番好きな作品は『アドルフに告ぐ』だとのこと[2]。
- 竹中直人は本作の大ファンとコメントしている[5]。

## クラウドファンディング
デジタルマガジン社は2012年に本作の英語版出版に対しクラウドファンディングを行った。本作は手塚作品の中ではメジャー作品とは言い難いが、353人のサポーターが付き、目標額の262%となる17032ドルの調達に成功した。
2013年アイズナー賞の最優秀アジア作品部門（アメリカで翻訳出版されたアジア作品の部門）に、デジタルマガジン社から刊行された『ばるぼら』がノミネートされている。

## 単行本
- ハードコミックス『ばるぼら』（大都社）全1巻
- 手塚治虫漫画全集『ばるぼら』（講談社）全2巻
- 角川文庫『ばるぼら』（角川書店）全2巻
- 手塚治虫文庫全集『ばるぼら』（講談社）全1巻
- 復刻名作漫画シリーズ『ばるぼら オリジナル版』（小学館）全1巻 過去の単行本で削除されたページや改変されたセリフ、トビラ絵なども連載当時を完全再現している。

## 映画
2018年11月20日に帝国ホテルで行われた「手塚治虫生誕90周年記念会」で映画化が発表された。日本・ドイツ・イギリスの共同製作。監督は手塚治虫の実子である手塚眞、主演は本作が初共演となる稲垣吾郎と二階堂ふみ。R15+指定。2020年11月20日より公開。79劇場という小規模な公開でありながら観客動員は3万人を突破し、初週の国内興行ランキング11位、実写作品では4位の好発進となった。2021年1月6日からは劇場上映と並行して、AmazonプライムビデオやU-NEXTといった動画配信サービスでの有料デジタル配信も開始した。

### キャスト
- 美倉洋介：稲垣吾郎
- ばるぼら：二階堂ふみ
- 四谷弘行：渋川清彦
- 甲斐加奈子：石橋静河
- 里見志賀子：美波
- 里見権八郎：大谷亮介
- 須形まなめ：片山萌美
- 紫藤一成：ISSAY
- ムネーモシュネー：渡辺えり
- 松山義之：佐藤貢三
- 僧：小林勝也
- 池田勝雄：藤木孝
- 警官：山崎潤
- 作業員：尾崎一彦、中野順二
- 女客：植田せりな、豊島美優、沙央くらま

カメオ出演として島田雅彦、岡野玲子、林海象、一本木蛮がクレジットされている（役名未公表）。

### スタッフ
- 原作：手塚治虫『ばるぼら』
- 監督・編集：手塚眞
- 撮影監督：クリストファー・ドイル、蔡高比
- 脚本：黒沢久子
- プロデュース：古賀俊輔
- プロデューサー：姫田伸也、アダム・トレル
- 共同プロデューサー：湊谷恭史、ステファン・ホール、アントワネット・コエステル
- キャスティング：杉野剛
- 照明：和田雄二
- 録音：深田晃
- 美術統括：磯見俊裕
- 美術：露木恵美子
- 音楽：橋本一子
- スチール：蒔苗仁
- 扮装統括：柘植伊佐夫
- 助監督：吉田聡
- 制作担当：奥泰典
- 配給：イオンエンターテイメント
- 宣伝：フリーストーン
- 制作プロダクション：ザフール
- 製作：『ばるぼら』製作委員会

### 受賞歴
- ファンタ・フェスティバル 最優秀作品賞[13]（イタリア）
- LUSCA国際ファンタスティック映画祭 監督賞[14]（プエルトリコ）
- 第75回毎日映画コンクール 美術賞（磯見俊裕、露木恵美子）[15]

## リメイク
- ばるぼラ（石田敦子）
『テヅコミ』（マイクロマガジン社）Vol.18（2020年）に掲載、『三つ目がわらう』単行本に収録。
- ばるぼら（永井豪＆ダイナミックプロ）
『ビッグコミック』2020年22号に、前述の映画の公開記念として1話が読み切りで掲載され、その後同誌2021年10号（第2弾）、21号・22号（第3弾前編・後編）と計4回掲載された。
単行本は『永井豪版ばるぼら』の題名で小学館（ビッグコミックススペシャル）から全1巻が刊行された。